# Благовіщення (картина ван Ейка)
«Благовіщення» (нід. Annunciatie) — ліва стулка втраченого триптиха роботи Яна ван Ейка. Одна із «родзинок» Національної галереї мистецтва у Вашингтоні, яка до цього перебувала у зібраннях петербурзького Ермітажу.
Ця картина зі знаменитого Діжонського монастиря Шанмоль. У 1850 році куплена Миколою I у короля Нідерландів, після чого перекладена на полотно.

## Історія створення
Роботу було виконано в період проживання у Брюгге, де в 1431 році художник купив будинок і майстерню, у якій працював до самої смерті. Триптих «Благовіщення» було створено як подарунок герцогу Бургундії з династії Валуа — Карла Сміливого. Свою роботу Ян ван Ейк відправив до монастиря Шанмоль у Діжоні, який у ті часи служив одночасно місцем проведення церковних мес і столицею Бургундського герцогства.

## Сюжет картини
Відповідно до Святого Писання, Благовіщення є особливо важливою подією в історії християнства, після якої відбулася зміна Заповітів. Після народження Ісуса припиняється дія законів Мойсея («Sub Lege») і настає ера — Sub Gratia («Після Благодаті»). Завдяки цьому, сюжет Благовіщення є найбільш популярним мотивом для художнього живопису часів Відродження. На рубежі XVI–XVII століть ця сцена зображується не як реальна, а як містична і з сакральним символізмом. Саме ця ідея була домінуючою і суворо контролювалася католицькою церквою, оскільки на цей період припав рух контрреформації.
Ян ван Ейк детально передав найдрібніші деталі, такі як інтер'єр храму і одяг архангела Гавриїла. Діва Марія і Гавриїл зображені таким чином, що їх голови сягають капітелі. З такими пропорціями у реальному житті їх зріст можна було б порівняти із багатометровими велетнями. Круговий обхід колон за спиною Діви Марії може свідчити про те, що дія відбувається у вівтарі, і дві фігури святих є видінням священника. Метафорою переданий блиск крил архангела Гавриїла, які відображають сяйво Царства Небесного.